# استورگیس (میشیگان)
استورگیس، میشیگان (به انگلیسی: Sturgis, Michigan) یک شهر در ایالات متحده آمریکا با جمعیت ۱۰٬۹۹۴ نفر است که در میشیگان واقع شده‌است.

## موقعیت جغرافیایی
موقعیت جغرافیایی شهرها و مناطق اطراف به شرح زیر است: